# Buenavista (Agusan del Norte)
Buenavista is een gemeente in de Filipijnse provincie Agusan del Norte op het eiland Mindanao. Bij de laatste census in 2007 had de gemeente ruim 53 duizend inwoners.

## Geografie

### Bestuurlijke indeling
Buenavista is onderverdeeld in de volgende 25 barangays:
| - Abilan - Agong-ong - Alubijid - Guinabsan - Lower Olave - Macalang - Malapong - Malpoc - Manapa - Matabao - Poblacion 1 - Poblacion 2 - Poblacion 3 | - Poblacion 4 - Poblacion 5 - Poblacion 6 - Poblacion 7 - Poblacion 8 - Poblacion 9 - Poblacion 10 - Rizal - Sacol - Sangay - Simbalan - Talo-ao |

## Demografie
Buenavista had bij de census van 2007 een inwoneraantal van 53.059 mensen. Dit zijn 2.447 mensen (4,8%) meer dan bij de vorige census van 2000. De gemiddelde jaarlijkse groei komt daarmee uit op 0,65%, hetgeen lager is dan het landelijk jaarlijks gemiddelde over deze periode (2,04%). Vergeleken met de census van 1995 is het aantal mensen met 8.048 (17,9%) toegenomen.

De bevolkingsdichtheid van Buenavista was ten tijde van de laatste census, met 53.059 inwoners op 475,61 km², 111,6 mensen per km².